# Krystyna Stypułkowska
Krystyna Stypułkowska-Smith, auch Krystyna Smith (* 18. August 1938 in Warschau; † 20. Oktober 2020), war eine polnische Schauspielerin und Übersetzerin. Bekanntheit in Deutschland erhielt sie durch ihre Hauptrolle im DEFA-Film Spur der Steine (1966).

## Leben
Stypułkowska studierte Romanistik, lernte Französisch, Italienisch und Englisch und arbeitete in Polen als Übersetzerin. Andrzej Wajda entdeckte sie 1960 für die weibliche Hauptrolle in seinem Film Die unschuldigen Zauberer. 1962 spielte sie die Hauptrolle in dem Film Das Mädchen aus gutem Hause von Antoni Bohdziewicz.
Zu Beginn der 1960er Jahre verließ sie Polen und lebte zunächst in Italien, wo sie eine kleine Rolle in einem Film übernahm. 1966 spielte sie in der DDR in Spur der Steine des Regisseurs Frank Beyer die weibliche Hauptrolle der Kati Klee, an der Seite von Manfred Krug. Sie wurde von Jutta Hoffmann synchronisiert. Zurück in Italien versuchte sie sich als Theaterschauspielerin.
1968 wanderte sie in die USA aus, wo sie nach einem philologischen Studium in einer Behörde des Außenministeriums im Bereich der US-polnischen Beziehungen und interkultureller Kommunikation angestellt war. Krystyna Stypułkowska-Smith war in zweiter Ehe mit dem ehemaligen US-Diplomaten Michel Smith verheiratet. Sie lebte zuletzt in Arlington, Virginia.